# سوپرنچرال (فصل ۱۳)
فصل سیزدهم مجموعه تلویزیونی خیالی-وحشتناک آمریکایی سوپرنچرال، به کارگردانی اریک کریپک، در تاریخ ۱۲ اکتبر ۲۰۱۷ از شبکه سی‌دابلیو روی آنتن رفت. این فصل شامل ۲۳ قسمت بود و پنجشنبه‌ها ساعت ۸ شب پخش می‌شد. در این فصل برای دومین بار اندرو دب و رابرت سینگر، به عنوان شورانر حضور داشتند.
این فصل یک قسمت آزمایشی برای سریالی جدید به نام خواهران ویارد با بازی کیم رودز (در نقش کلاتر جودی میلز)، بریانا باکمستر (در نقش کلانتر دانا هنسکام)، کاترین نیوتون (در نقش کلر نوواک)، کاترین رمدین (در نقش الکس جونز) و کلارک بیکو (در نقش پیشنس ترنر) خواهد داشت. بعلاوه این فصل گذری به کارتون اسکوبی دو نیز داشت.

## بازیگران

### اصلی
- جرد پادالکی در نقش سم وینچستر
- جنسن اکلس در نقش دین وینچستر
- مارک پلگرینو در نقش لوسیفر
- میشا کالینز در نقش کستیل
- الکساندر کالورت در نقش جک / نفیلیم

### مهمان
- سامانتا اسمیت در نقش مری وینچستر
- کیم رودز در نقش کلانتر جودی میلز
- برایانا باکمستر در نقش کلانتر دانا هنسکام
- کاترین نیوتون در نقش کلر نوواک
- کاترین رمدین در نقش الکس جونز
- لرتا دیواین در نقش میسوری مازلی
- کلارک باکو در نقش پیشنس ترنر
- یادیرا گوارا پریپ در نقش کایا نایوز
- کریستین کیز در نقش میکائیل[۴]
- کیث سارابایکا در نقش دوناتلو ردفیلد
- دنیل اکلس در نقش آنایل

## قسمت‌ها
| شم. کلی | شم. در فصل | عنوان                            | کارگردان             | نویسنده                       | تاریخ انتشار اصلی | کد تولید  | U.S. تعداد بیننده (میلیون) |
| --- | ---------- | -------------------------------- | -------------------- | ----------------------------- | ----------------- | --------- | -------------------------- |
| ۲۶۵ | ۱          | «پیدا و پنهان»                   | فیل اسکریچیا         | اندرو دب                      | ۱۲ اکتبر ۲۰۱۷     | T13.20551 | 2.10                       |
| جک، پسر لوسیفر، از وجود خودش و دنیا نامطمئن است. دین سعی می‌کند به او شلیک کند ولی او دو برادر را با فریادی شیطانی بیهوش می‌کند و به جستجوی پدرش می‌رود. نهایتاً به یک ایستگاه پلیس محلی رفته و ظاهراً بی گناه بنظر می‌رسید ولی نمی‌تواند قدرتش را کنترل کند. سم و دین او را دنبال می‌کنند. جک توضیح می‌دهد که مادرش به او گفته بوده که دنیا خطرناک است و کستیل پدرش است و از او مراقبت می‌کند. در همین زمان، سه فرشته به ایستگاه پلیس حمله کرده و می‌خواهند از قدرت‌های جک به نفع خودشان استفاده کنند. وینچسترها جلوی آن‌ها را می‌گیرند. قلب جک چاقو می‌خورد ولی زنده می‌ماند. دین قبول می‌کند که او را با خود ببرند تا در نهایت راهی برای کشتنش پیدا کنند. در آخر، هر سه، مراسم ختمی برای کلی و کستیل می‌گیرند. در دنیای موازی، لوسیفر مری را زنده نگه می‌دارد چون برای کاری به او نیاز دارد. |            |                                  |                      |                               |                   |           |                            |
| ۲۶۶ | ۲          | «پسر رو به رشد»                  | توماس جی. رایت       | یوجینی راس-لمینگ و برد باکنر  | ۱۹ اکتبر ۲۰۱۷     | T13.20552 | 1.90                       |
| در راه برگشت به خانه، وینچسترها و چک در هتلی با دوناتلوی پیامبر ملاقات می‌کنند. او خودبخود به سمت قدرت جک کشیده شده‌است. جک با خواندن انجیل مطالبی دربارهٔ خود و خانواده اش یادمی‌گیرد. در همین حال، آخرین شاهزاده جهنم به نام ازمدیوس، تا زمان برگشت لوسیفر بر جهنم مسلط می‌شود. او با حقه و کلک جک را وادار می‌کند شدیم را آزاد کند (تاریک‌ترین موجودات جهنم) ولی برادرها سر می‌رسند و مانع می‌شوند. در دنیای موازی، لوسیفر از مری مراقبت می‌کند تا بعداً بتواند او را با پسرش مبادله کند. آن‌ها با میکائیل روبرو می‌شوند. میکائیل آن‌ها را می‌گیرد و می‌گوید برای هدفی، قصد دارد لوسیفر را زنده نگاه دارد. |            |                                  |                      |                               |                   |           |                            |
| ۲۶۷ | ۳          | «شکیبایی»                        | رابرت سینگر          | رابرت برنز                    | ۲۶ اکتبر ۲۰۱۷     | T13.20553 | 1.93                       |
| میسوری ماسلی به وینچسترها زنگ می‌زند چون یک شبح به دنبال خانواده‌اش آمده‌است. دین و جودی برای حفاظت از پسرش، جیمز، و نوه‌اش، پیشنس، می‌روند. پیشنس هم مانند میسوری توانایی‌هایی دارد. شبح به پیشنس حمله کرده و او را می‌زند. پیشنس می‌تواند آینده و کشته شدن پدرش ودین و جودی را ببیند. پس در زمان لازم به آن‌ها هشدار می‌دهد و آن‌ها موفق به کشتن شبح می‌شوند. در عین حال، سم سعی دارد به جک آموزش دهد. جک که ناامید شده نام کستیل را صدا می‌زند. او صدا را شنیده و در پوچی از خواب بیدار می‌شود. |            |                                  |                      |                               |                   |           |                            |
| ۲۶۸ | ۴          | «پوچی بزرگ»                      | جان بدهام            | مردیث گلین                    | ۲ نوامبر ۲۰۱۷     | T13.20554 | 1.82                       |
| مردی توسط همسر متوفی اش کشته می‌شود. سم دین را قانع می‌کند که همراه با جک پرونده را بررسی کنند. در همین بین، زنی توسط پسر متوفی‌اش کشته می‌شود. هر دو قربانی به دیدن درمانگری به نام میا می‌رفته‌اند. با بررسی منزل میا، سم کشف می‌کند او یک دگرپیکر است اما میا می‌گوید او به کسی آسیبی نزده و فقط در پی کمک به مردم است. بعلاوه حدس می‌زند قاتل، دوست پسر سابقش، بادی باشد. وقتی سم نیست، بادی سرمی رسد و دین و جک را بیهوش می‌کند. وقتی میا از کشتن آن‌ها سرباز می‌زند، بادی قصد کشتن سم را می‌کند ولی جک با استفاده از قدرت‌هایش گلوله را منحرف کرده و اجازه می‌دهد سم کارش را تمام کند. در همین حین، کستیل در پوچی قرار گرفته‌است؛ جایی که حتی قبل از وجود خدا و آمارا بوده‌است و تمام فرشتگان و شیاطین بعد از مرگشان، تا ابد در آنجا به خواب می‌روند. کستیل اولین موجودی است که در پوچی بیدار می‌شود. رئیس آنجا، او را شکنجه می‌دهد تا به خواب برود ولی کستیل نمی‌پذیرد و آن موجود را مجبور می‌کند او را به زمین برگرداند. |            |                                  |                      |                               |                   |           |                            |
| ۲۶۹ | ۵          | «مرگ‌شناسی پیشرفته»               | جان شوالتر           | استیو یاکی                    | ۹ نوامبر ۲۰۱۷     | T13.20555 | 1.71                       |
| دو نوجوان سراغ یک تیمارستان رها شده رفته و یکی از آن‌ها کشته می‌شود. پسر دوم که‌شان نام دارد بخاطر ضربه روحی نمی‌تواند صحبت کند ولی یک ماسک پزشکی از تیمارستان با خود دارد. سم می‌فهمد دکتر تیمارستان عمل لوبوتومی روی بیمارانش انجام می‌داده‌است. روز بعد شان ناپدید می‌شود. در تیمارستان، دین با سوزاندن ماسک‌ها دکتر را ازبین می‌برد ولی محل هم چنان تسخیر شده‌است. دین خودش را می‌کشد تا از محل دفن اجساد آگاه شود. یک ریپر کار دین را گزارش می‌دهد و مرگ جدید از راه می‌رسد: بیلی. در واقع اولین ریپری که بعد از مرگ قدیمی بمیرد، این موقعیت را بدست می‌آورد. بیلی می‌خواهد باند چطور منفذ به دنیای دیگر باز شد. او معتقد است وجود وینچسترها برای دنیا مفید است پس ارواح تیمارستان را آزاد می‌کند و دین را به زندگی برمی‌گرداند. در نهایت، آن‌ها دوباره کستیل را پیدا می‌کنند. |            |                                  |                      |                               |                   |           |                            |
| ۲۷۰ | ۶          | «سنگ قبر»                        | نینا لوپز-کورادو     | دیوی پرز                      | ۱۶ نوامبر ۲۰۱۷    | T13.20556 | 1.89                       |
| بعد از ملاقات با کستیل، جک پرونده‌ای در کانزاس پیدا می‌کند. یک معاون محلی کشته می‌شود و عمویش به دنبال انتقام است. سم از طریق یک مرده شور به نام اتنا می‌فهمد با یک غول به نام دِیو رو به رو هستند. برادرها، کستیل و جک با دیو درگیر می‌شوند ولی در این بین چک تصادفاً یک نگهبان را می‌کشد. بقیه با جک به انبار برمی گردند و دین موفق به کشتن غول می‌شود. در نهایت، جک به این نتیجه می‌رسد که یک هیولاست و وجودش باعث آسیب دیگران است؛ بنابراین آن‌ها را ترک می‌کند. |            |                                  |                      |                               |                   |           |                            |
| ۲۷۱ | ۷          | «جنگ دنیاها»                     | ریچارد اسپیت جونیور  | یوجینی راس لمینگ و برد باکنر  | ۲۳ نوامبر ۲۰۱۷    | T13.20557 | 1.21                       |
| در دنیای موازی، مایکل بخش عمده موهبت لوسیفر را می‌گیرد و با کمک کوین ترن درگاهی به دنیای لوسیفر باز می‌کند. اما لوسیفر از این فرصت استفاده می‌کند و بااستفاده از این درگاه به دنیای اصلی برمی گردد. در همین زمان، چندین جادوگر کشته می‌شوند. برادرها متوجه می‌شوند قاتل دنبال رویناست و شبیه آرتور کچ است. اما او ادعا می‌کند برادر دوقلوی آرتور است. لوسیفر با کستیل ملاقات می‌کند و از نقشه میکائیل برای تخریب دنیایشان خبر می‌دهد ولی آزمیدوس می‌رسد و آن‌ها را اسیر می‌کند. نهایتاً آرتور هویتش را فاش می‌کند و می‌گوید با کمک روینا توانسته بر مرگ غلبه کند و حالا دوباره به آن طلسم نیاز دارد. بعد از دست وینچسترها فرار می‌کند و مشخص می‌شود او برای آزمیدوس کار می‌کند. |            |                                  |                      |                               |                   |           |                            |
| ۲۷۲ | ۸          | «عقرب و قورباغه»                 | رابرت سینگر          | مردیت گلین                    | ۳۰ نوامبر ۲۰۱۷    | T13.20558 | 1.73                       |
| یک شیطان چهار راه به نام بارتاموس از یک موزه طلسم ردیابی نفیلیم را می‌دزدد و می‌خواهد ان را به وینچسترها بدهد. درعوض، از آن‌ها می‌خواهد از خانه مردی به نام لوتر شرایک صندوقی را بدزدند. تنها دین می‌تواند گاوصندوق خانه شرایک را باز کند چون قبلاً در جهنم بوده‌است. دو نوچه بارتاموس به نام‌های اسمش و گرب هم به آنها کمک می‌کنند. در این راه، لوتر گرب را می‌کشد. اسمش دختری به نام الیس است که بخاطر یک معامله با بارتاموس مجبور است به حرف‌هایش گوش دهد. بعد از کش و قوس‌هایی، مشخص می‌شود لوتر قبلاً برای نجات جان پسرش با بارتاموس معامله می‌کند ولی آن شیطان به او کلک می‌زند. در نهایت، با سوختن استخوان‌های بارتاموس، او کشته می‌شود ولی طلسم نیز همراهش نابود می‌شود. |            |                                  |                      |                               |                   |           |                            |
| ۲۷۳ | ۹          | «مکان بد»                        | فیل اسکریچیا         | رابرت برنز                    | ۷ دسامبر ۲۰۱۷     | T13.20559 | ۱٫۷۴                       |
| جک سراغ دریم واکری به ناک درک سوان می‌رود تا با کمک او در جهان‌های موازی بچرخد و مری وینچستر را پیدا کند. کمی بعد، کلانتر جودی میلز به وینچسترها خبر می‌دهد که درک کشته ده و ظاهراً چک مسئول این قضیه است. چک سراغ دریم واکر دیگری به نام کایا می‌رود ولی وینچسترها آن‌ها را پیدا می‌کنند. او می‌گوید مسئول مرگ درک نیست و فرشته‌ها این کار را کرده‌اند. کمی بعد فرشته‌ها آن‌ها را محاصره می‌کنند؛ بنابراین کایا و جک قدرت خود را جمع کرده تا دروازه‌ای به جهانهای موازی باز کنند و در عین حال فرشته‌ها را بکشند. در نهایت، جک به دنیای مری فرستاده می‌شود اما بخاطر عدم تمرکز کایا، وینچسترها به دنیایی به نام مکان بد می‌روند. درهمین زمان، به پیشنس ترنر الهام می‌شود که به زودی اتفاقات بدی خواهد افتاد. |            |                                  |                      |                               |                   |           |                            |
| ۲۷۴ | ۱۰         | «خواهران سرکش»                   | فیل اسکریچیا         | رابرت برنز و اندرو دب         | ۱۸ ژانویه ۲۰۱۸    | T13.20560 | 1.85                       |
| این قسمت از آنجا شروع میشود که کلیر نواک دختر پوسته کستیل که حال برای خود شکارچی شده پس از شکار چند گرگینه تماسی از طرف جودی دریافت میکند مبنی بر اینکه سم و دین مدتی است که ناپدید شده اند جودی از او درخواست میکند تا برای کمک در پیدا کردن سم و دین به خانه برگردد در دنیای موازی که کایا انرا دنیای بد مینامد سم و دین مشغول جستجو برای یافتن راه خروج هستند. کلیر به خانه جودی باز میگردد و در انجا با "پیشنس" آشنا میشود دختری با قدرت های ذهنی که الهامی داشته از اینکه کلیر و جودی میمیرند و برای اخطار نزد جودی آمده است،کلیر و الکس کایا را در بیمارستانی که الکس در آن مشغول به کار است پیدا میکنند ، درحالی که یک هیولا از «دنیای بد» به دنبالش است ، پی میبرند که در شکاف زمانی مکانی هنوز باز است کایا مکان شکاف را مشخص میکند که در کارخانه قدیمی کشتی سازی است ،درراه کلانتر «دانا» هم به انها مپپیوند .با رسیدن به در پی میبرند که برای مدت کمی بازخواهد ماند کلیر تصمیم میگیرد از شکاف رد شده سم و دینرا نجات دهد کایا هم بااو میرود چون کلیر قول اده از او محافظت کند، در دنیای بد کلیر سم و دین را نجات داده در هنگام گذر از در هیولا نیزه به کلیر پرتاب میکنند ولی کایا خود را جلوی کلیر می اندازد در لحظات اخر سم و ین و کلیر از شکاف بیرون میروند ، کلیر متاثر از شکستش در نجات کایا تصمیم میگیرد پیش جودی بماند و انتقام کایا را بگیرد |            |                                  |                      |                               |                   |           |                            |
| ۲۷۵ | ۱۱         | «سقوط»                           | امین قادرعلی         | دیوی پرز                      | ۲۵ ژانویه ۲۰۱۸    | T13.20561 | 1.93                       |
| این قسمت با دزدیده شدن برادرزاده دانا توسط یک قاتل مخوف به اسم پروانه شروع میشود که از ۱۲ سال پیش تا به حال افراد زیادی را دزدیده که هیچ اثری از آنان نیست دانا که از پیدا کردن برادرزاده اش درمانده شده با سم و دین تماس میگیرد تا به او کمک کنند در این راه سم و دین سرنخ هایی پیدا میکنند که این قاتل اعضای بدن قربانیان خود را در فضای اینترنت به فروش میرساند و عمده خریداران هیولاها هستند که از این اعضا تغذیه میکنند... |            |                                  |                      |                               |                   |           |                            |
| ۲۷۶ | ۱۲         | «شرورهای مختلف و گوناگون»        | آماندا تپینگ         | استیو یاکی                    | ۱ فوریه ۲۰۱۸      | T13.20562 | 1.68                       |
| در این قسمت دو خواهر جادوگر با طلسمی دین را عاشق خود میکنند تا برای آنها کتاب جادوی سیاه را بیاورد سم متوجه طلسم می شود و تلاش میکند طلسم را ازبین ببرد اما دین مانع می شود و خواهر ها فرار میکنند در این هنگا روینا به کمک پسر ها میاید و طلسم را از بین می برد و توضیح میدهد که با طلسمی زنده مانده ولی حال روحی خوبی ندارد زیرا جهره واقعی لوسیفر رو دیده و به همراه پسر ها به دنبال دو خواهر سفر میکنندولی روینا به سم و دین حقه میزند و زود تر پیش دختر ها میرود و معلوم می شود خودش دختر ها را استخدام کزده بود تا کتاب را برایش بدزدند ولی انها می خواهند مادرشان را زنده کنند وبه روینا پشت کرده اند وقتی برادر ها میرسند روینا خود را طوری نشان میدهد که انگار منتظر انها بوده و قصد کمک دارد در اخر سم و دین دو خواهر و مادر انها را میکشد و سم تکه ای از کتاب را که روینا برای باز کردن قفل جادوی خود که انجمن جادوگر ها روی او گزاشته بودند میدهد در طرف دیگر لوسیفر و کستیل در زندان ازمودیس هستند و لوسیفرمتوجه می شود که وقتی عصبانی می شود قدرتش بیشتر میشود و با عصبانی کردن خود به کمک کستیل از انجا فرار میکنند |            |                                  |                      |                               |                   |           |                            |
| ۲۷۷ | ۱۳         | «معامله شیطان»                   | ادواردو سانچز        | یوجینی راس لمینگ و برد بانکنر | ۸ فوریه ۲۰۱۸      | T13.20563 | 1.81                       |
| لوسیفر تلاش میکند تا کستیل را بکشد و هاله اش را بگیرد ولی کستیل از دست او فرار میکند و پیش سم و دین میرود و به انها میگوید که تمام این مدت انها داشته اند با ازمودیس صحبت می کرده اند و کستیل توضیح میدهد که لوسیفر به این بعد برگشته ولی ضعیف است و می خواهد خود رو قوی تر کند در طرفی دیگر ازمودیس به کچ ماموریت میدهد که به دنبال لوسیفر برود او در هنگام دنبال کردن لوسیفر به سم و دین برخورد می کند و انها کچ را داخل صندوق عقب ایمپالا میگزارند زیرا به او اعتماد ندارند در طرف دیگر لوسیفر هاله کیوپد را میگیر و اورا میکشد ولی او که در شرف انسان شدن است احساسات را حس میکند وبسیار سرد و گرسنه است ولی در هنگام گشت گذار متوجه میشد که یک ایمان درمانگر به نام خواهر جو در این شهر است و به دیدنش میرود و میبیند که او یک فرشته به نام آنایل است وقتی می خواهد هاله اورا بگیر آنایل به او می گوید که اورا نکشد و تمام هاله او را نگیرد تا هاله اش شارژ شود و دوباره از ان تغذیه کند انها از خانه آنایل فرار میکنند ولی سم و دین انها را پیدا میکنند تلاش میکنند لوسیفر را بگیرند ولی آنایل به لوسیفر کمک میکند تا انها را شکست دهد ولی لحضه اخر کچ از صندوق عقب ماشین بیرون امده و سعی می کند لوسیفر و آنایل را بکشد ولی آنها فرار میکنند کچ برای سم و دین توضیح میدهد که برای ازمودیس کار میکند ولی دوست ندارد لوسیفر روی زمین باشد و تصمیم میگیرد جاسوسی ازمودیس را بریا سم و دین کند وقتی پیش ازمودیس می رود می فهمد که او یک خنجر فرشته مقرب پیدا کرده ولی خنجر تا وقتی که دست یک فرشته مقرب باشد و ازمودیس جبرئیل(گابریل) را به او نشان میدهد |            |                                  |                      |                               |                   |           |                            |
| ۲۷۸ | ۱۴         | «اهداف خدا»                      | پی جی پیش            | مردیث گلین                    | ۱ مارس ۲۰۱۸       | T13.20564 | 1.61                       |
| دوناتلو در حال ترجمه لوح شیاطین است و موفق می شود و میگوید برای انجام طلسم نیاز به قلب گاگ و مگاگ نیاز دارند دین و کستیل به دنبال پیداکردت قلب گاگ و مگاگ می روند و انها را شکست می دهند و می فهمند که انها قلب ندارند و طلسم دوناتلو مشکلی دارد در طرف دیگر دوناتلو با سم درگیر می شود ولی موفق نمیشود و سم او را زندانی میکند تا دین و کس بیایند انها متوجه می شوند که چون روح دوناتلو را آمارا خورده ذهن او از دست رفته و یک روانی شرور شده است کس بر خلاف علاقه ی دین و سم وارد ذهن دوناتلو می شود و مواد واقعی ب ای ساخت طلسم را میدا میکند که مواد هاله ی یک فرشته مقرب،میوه درخت زندگی،خون مقدس ترین مرد و مهر سلیمان نیاز دارند در طرف دیگر میکائیل و زکریا تلاش میکنند که با بازی های ذهنی جک را وادار کنند که یک شکاف میان بعدی باز کند ولی او متوجه می شود و این کار را نمی کند و اورا کنار مری در زندان می اندازند او و مری با همفکری هم از زندان فرار میکنند و با بابی سینگر این بعد ملاقات می کنند و او انها را به پناهگاه انسان ها می برد ولی وقتی متوجه می شوند که جک یکنفیلیم است از انها می خواهد که انجا را ترک کنند ولی قبل از ترک کردن افراد میکائیل به انجا حمله می کنند و جک انها را نابود می کند و بابی از او تشکر میکند جک تصمیم میگیرد که میکائیل این دنیا را نابود کند |            |                                  |                      |                               |                   |           |                            |
| ۲۷۹ | ۱۵         | «مقدس‌ترین انسان»                 | آماندا تپینگ         | اندرو دب و رابرت سینگر        | ۸ مارس ۲۰۱۸       | T13.20565 | 1.66                       |
| سم و دین به دنبال خون مقدس ترین مرد هستند آنها در طول مسیر جستجو خود با چند گروه برخورد میکنند که به دنبال یک جمجمه مقدس هستند که به تازگی دزدیده شده و آنها را درگیر ماجراهایی میکند... |            |                                  |                      |                               |                   |           |                            |
| ۲۸۰ | ۱۶         | «اسکوبی نچرال»                   | رابرت سینگر          | جیم کریگ و جرمی آدامز         | ۲۹ مارس ۲۰۱۸      | T13.20566 | 2.03                       |
| پس از مبارزه سخت دین و سم با یک عروسک دایناسور که زنده شده و نابودی عروسک توسط دین و سم صاحب مغازه از آنها میخواهد تا برای جبران نجات جانش هر چه میخواهند ببرند دین قبول میکند و یک تلویزیون از او میگیرند در پناهگاه زمانی که تلویزیون را روشن میکنند به درون آن کشیده می شوند و وارد دنیای کارتونی میشوند بعد از کمی جستجو آنها میفهمند که در کارتون اسکوبی دو گرفتار شده اند و تصمیم میگیرند تا به گروه اسکوبی دو ملحق شوند تا راه خروج را پیدا کنند کستیل نیز در طول کارتون به آنها می پیوندد... |            |                                  |                      |                               |                   |           |                            |
| ۲۸۱ | ۱۷         | «همان چیز»                       | جان شوالتر           | دیوی پرز                      | ۲۰۱۸              | T13.20567 | 1.41                       |
| ۲۸۲ | ۱۸         | «آن ها را زنده برگردان»          | امین قادر علی        | برد باکنر و یوجینی راس لمینگ  | ۲۰۱۸              | T13.20568 | 1.53                       |
| ۲۸۳ | ۱۹         | «مراسم ختم»                      | نینا لوپز-کورادو     | استیو یاکی                    | ۱۹ آوریل ۲۰۱۸     | T13.20569 | 1.38                       |
| ۲۸۴ | ۲۰         | «کار ناتمام»                     | ریچارد اسپایت جونیور | مردیث گلین                    | ۲۶ آوریل ۲۰۱۸     | T13.20570 | 1.51                       |
| ۲۸۵ | ۲۱         | «شیطان را شکست بده»              | فیل اسکریچیا         | رابرت برنز                    | ۳ مه ۲۰۱۸         | اعلان‌نشده | ن/م                        |
| ۲۸۶ | ۲۲         | «خروج»                           | توماس جی. رایت       | یوجینی راس-لمینگ و برد باکنر  | ۱۰ مه ۲۰۱۸        | اعلان‌نشده | ن/م                        |
| ۲۸۷ | ۲۳         | «بگذار نوبت به زمان‌های خوب برسد» | رابرت سینگر          | اندرو دب                      | ۱۷ مه ۲۰۱۸        | اعلان‌نشده | ن/م                        |